# (22191) Achúcarro
(22191) Achucarro, désignation internationale (22191) Achúcarro, est un astéroïde de la ceinture principale.

## Description
(22191) Achucarro est un astéroïde de la ceinture principale. Il fut découvert le 24 septembre 1960 à l'Observatoire Palomar par Cornelis Johannes van Houten, Ingrid van Houten-Groeneveld et Tom Gehrels. Il présente une orbite caractérisée par un demi-grand axe de 2,66 UA, une excentricité de 0,09 et une inclinaison de 3,5° par rapport à l'écliptique.

## Compléments